# Стефан Татав
Стефан Татав (фр. Stephen Tataw, 31 березня 1963, Яунде — 31 липня 2020, Яунде) — камерунський футболіст, що грав на позиції захисника.
Виступав, зокрема, за клуби «кальчіо Каммар Умба», «Тоннер» та «Олімпік» (Мвольє), а також національну збірну Камеруну.

## Клубна кар'єра
У дорослому футболі дебютував 1984 року виступами за команду «Каммак Кумба», в якій провів три сезони. 
Своєю грою за цю команду привернув увагу представників тренерського штабу клубу «Тоннер», до складу якого приєднався 1988 року. Відіграв за команду з Яунде наступні три сезони своєї ігрової кар'єри.
У 1992 році уклав контракт з клубом «Олімпік» (Мвольє), у складі якого провів наступні два роки своєї кар'єри гравця. 
Завершив ігрову кар'єру у команді «Тосу Фьючерс», за яку виступав протягом 1995—1996 років.

## Виступи за збірну
У 1986 році дебютував в офіційних матчах у складі національної збірної Камеруну.
У складі збірної був учасником Кубка африканських націй 1988 року у Марокко, здобувши того року титул континентального чемпіона, чемпіонату світу 1990 року в Італії, Кубка африканських націй 1990 року в Алжирі, Кубка африканських націй 1992 року у Сенегалі, чемпіонату світу 1994 року у США.
Загалом протягом кар'єри в національній команді, яка тривала 9 років, провів у її формі 43 матчі, забивши 2 голи.
Помер 31 липня 2020 року на 58-му році життя у місті Яунде.

## Титули і досягнення
- Переможець Кубка африканських націй: 1988